# نهار لاهاينا

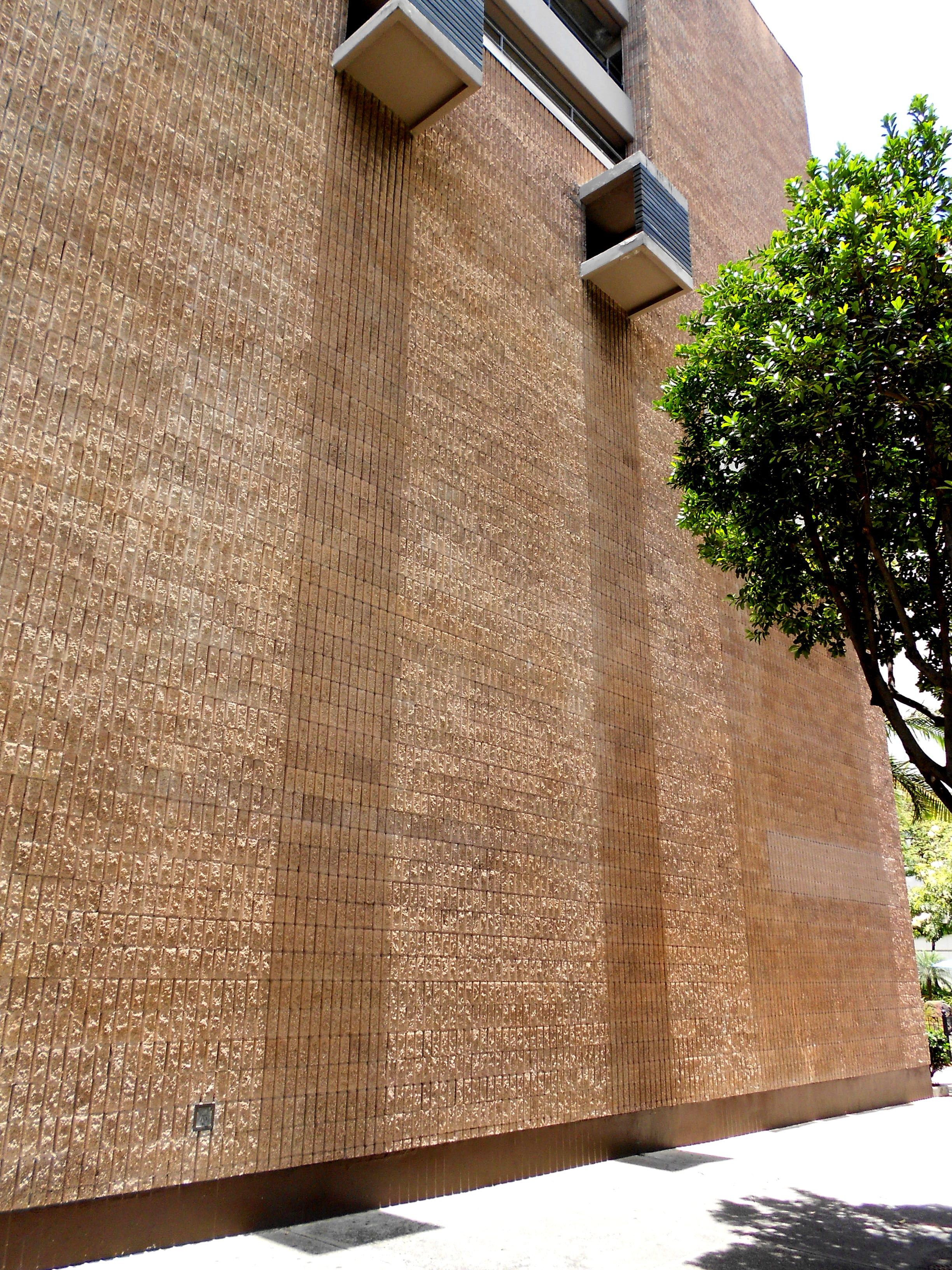
نهار لاهاينا في مدينة هونولولو

نهار لاهاينا هي ظاهرة شمسية استوائية عندما تبلغ الشمس ذروتها عند الظهيرة وتنتقل مباشرة إلى الأعلى (نقطة شمسية فرعية).

## نبذة
تنتقل النقطة الفرعية عبر المناطق المدارية وتعتبر هاواي هي الولاية الأمريكية الوحيدة في المناطق الاستوائية وبالتالي فهي الوحيدة التي تعاني من نهار لاهاينا.
تستقبل هاواي وأماكن أخرى بين مدار السرطان ومدار الجدي أشعة الشمس المباشرة بينما يمر الطريق الظاهر للشمس فوق التغيير الصيفي.
يحدث نهار لاهاينا من 12:16 إلى 12:43 مساء بتوقيت هاواي في هذه اللحظة لايوجد ظل وخصوصا الأشياءالتي تقف بشكل مستقيم (مثل أعمدة الهاتف و الكهرباء).

## الثقافة الشعبية
يتم تغطية الحدث بوسائل الإعلام في هاواي. وقد تم إنشاء العديد من الكتب و القصص حول هذه الظاهرة.